# Gran Premio motociclistico del Sudafrica
Il Gran Premio motociclistico del Sudafrica è stato un appuntamento del motomondiale che si è svolto dal 1983 al 1985, nel 1992 e dal 1999 fino al 2004. Nelle prime quattro edizioni si svolto sul circuito di Kyalami, nelle altre sul circuito di Phakisa.

## Storia
Le edizioni precedenti a quella del 1983, svoltesi per un ventennio nei mesi di gennaio o febbraio sul Circuito di Kyalami, consistevano in gare aperte alle motociclette da 350 a 1000 cm³. Unitamente al South African Tourist Trophy di Pietermaritzburg, che si svolgeva con una settimana di anticipo sul Circuito Roy Hesketh, formava un duplice appuntamento sportivo, partecipato da piloti e team di grande rilevanza internazionale.
Le due competizioni erano molto seguite dagli appassionati, sia in Europa che in USA e in Giappone, in quanto tradizionalmente vi si misuravano i piloti e le macchine che, poche settimane dopo, si sarebbero sfidati nell'ambìta conquista della 200 miglia di Daytona.
Durante l'edizione del 1972, svoltasi il 30 gennaio, risulta essere stato utilizzato per la prima volta in una gara motociclistica il sistema a cellule fotoelettriche per la rilevazione ufficiale delle velocità in pista. Vinse Giacomo Agostini su MV Agusta 500 3C, segnando una velocità massima di 250 km/h, contro i 232 km/h della Triumph T150V Trident R di Kork Ballington, secondo classificato.
Dal 1986 al 1991, come accaduto anche per il Gran Premio del Sudafrica di Formula 1, non si è svolto a causa della politiche di apartheid in vigore nella nazione sudafricana.
La prima edizione del gran premio è anche la prima in assoluto che si svolse sul territorio africano e vide al via solamente le classe 250 e 500. Le gare si svolsero di sabato e curiosamente gli stessi due piloti registrarono contemporaneamente pole position, giro veloce e vittoria finale della gara. Anche le due edizioni successive videro al via solo due delle classi partecipanti al campionato mondiale.
Per le prime tre edizioni fu il primo Gran Premio della stagione mentre per l'edizione che ne ha segnato la ripresa, quella del 1992, era quello conclusivo. Quest'ultima edizione si è svolta sul percorso totalmente rinnovato del circuito di Kyalami, circuito non più utilizzato dall'edizione successiva svoltasi sette anni dopo e ospitata dall'appena inaugurato circuito di Phakisa.
Il pilota che ha raccolto il maggior numero di successi nel gran premio è Valentino Rossi con tre vittorie, mentre diversi sono i piloti che sono riusciti a vincere in più di una classe.

## Vincitori
| Anno | Circuito | classe 125                   | classe 250                       | classe 500               | Resoconto |
| ---- | -------- | ---------------------------- | -------------------------------- | ------------------------ | --------- |
| 1983 | Kyalami  |                              | Jean-François Baldé (Chevallier) | Freddie Spencer (Honda)  | Resoconto |
| 1984 | Kyalami  |                              | Patrick Fernandez (Yamaha)       | Eddie Lawson (Yamaha)    | Resoconto |
| 1985 | Kyalami  |                              | Freddie Spencer (Honda)          | Eddie Lawson (Yamaha)    | Resoconto |
| 1992 | Kyalami  | Jorge Martínez (Honda)       | Max Biaggi (Aprilia)             | John Kocinski (Yamaha)   | Resoconto |
| 1999 | Welkom   | Gianluigi Scalvini (Aprilia) | Valentino Rossi (Aprilia)        | Max Biaggi (Yamaha)      | Resoconto |
| 2000 | Welkom   | Arnaud Vincent (Aprilia)     | Shin'ya Nakano (Yamaha)          | Garry McCoy (Yamaha)     | Resoconto |
| 2001 | Welkom   | Yōichi Ui (Derbi)            | Daijirō Katō (Honda)             | Valentino Rossi (Honda)  | Resoconto |
| Anno | Circuito | classe 125                   | classe 250                       | MotoGP                   | Resoconto |
| 2002 | Welkom   | Manuel Poggiali (Gilera)     | Marco Melandri (Aprilia)         | Tōru Ukawa (Honda)       | Resoconto |
| 2003 | Welkom   | Daniel Pedrosa (Honda)       | Manuel Poggiali (Aprilia)        | Sete Gibernau (Honda)    | Resoconto |
| 2004 | Welkom   | Andrea Dovizioso (Honda)     | Daniel Pedrosa (Honda)           | Valentino Rossi (Yamaha) | Resoconto |